# Xylosma lucida
Xylosma lucida là một loài thực vật có hoa trong họ Liễu. Loài này được (Tul.) Sleumer miêu tả khoa học đầu tiên năm 1980.